# Giorgio Oppi
Giorgio Oppi (Iglesias, 8 febbraio 1940 – Cagliari, 26 luglio 2022) è stato un politico italiano.

## Biografia
Laureato in Scienze geologiche; è stato segretario regionale dell'Unione di Centro in Sardegna e più volte Consigliere comunale ad Iglesias.

### Attività politica
Inizia la sua attività politica nella DC, per poi confluire nel CCD e infine nell'Unione di Centro.
Alle elezioni regionali in Sardegna del 1979 viene eletto per la prima volta in Consiglio regionale nelle liste della Democrazia Cristiana, venendo riconfermato alle successive regionali del 1984 e del 1989.
Con il tramonto della DC aderisce al Centro Cristiano Democratico, con cui è candidato alle regionali del 1994, pur non venendo rieletto a causa dei bassi consensi riscossi dal partito.
Viene rieletto consigliere alle elezioni regionali del 1999 nelle liste del Centro Cristiano Democratico in provincia di Carbonia Iglesias, venendo poi riconfermato alle regionali del 2004. Dal 1999 al 2004 è inoltre stato Assessore all'Igiene, alla Sanità e all'Assistenza Sociale.
Alle elezioni politiche del 2006 viene eletto alla Camera dei Deputati, nella circoscrizione Sardegna, nelle liste dell'Unione di Centro, dimettendosi quindi dalla carica di Consigliere regionale.
Alle elezioni politiche del 2008 viene riconfermato deputato. Alle elezioni regionali in Sardegna del 2009 viene rieletto consigliere nelle liste dell'Unione di Centro in provincia di Carbonia-Iglesias; il 12 maggio 2009 si dimette quindi dalla carica di deputato, venendo sostituito in Parlamento da Sergio Milia. Dal 2009 al 2014 è stato Assessore regionale alla Difesa dell'Ambiente.
Alle elezioni politiche del 2013 è ricandidato alla Camera dei Deputati come capolista dell'Unione di Centro nella circoscrizione Sardegna, non venendo tuttavia rieletto.
Alle elezioni regionali in Sardegna del 2014 viene nuovamente eletto consigliere nelle liste dell'Unione di Centro, seppur in provincia di Cagliari.
Successivamente viene rieletto per la nona volta consigliere regionale alle elezioni regionali in Sardegna del 2019.

### Morte
Ricoverato in Rianimazione all'ospedale Brotzu di Cagliari per una pancreatite, muore all'età di 82 anni dopo una lunga malattia.

## Procedimenti giudiziari
Indagato per truffa e falso nel 2011, secondo l’accusa l’esponente dell’Udc avrebbe chiesto e ottenuto dalla Regione il rimborso delle spese sostenute per partecipare a un convegno del partito a Chianciano Terme, è stato assolto nel 2016.